# 1666 w polityce

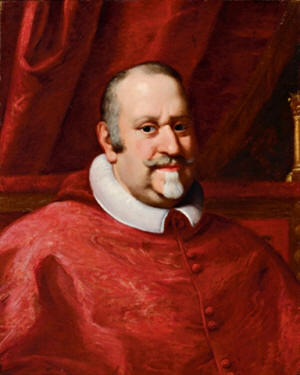
Girolamo Colonna

Wydarzenia polityczne w 1666 roku.

## Urodzili się
- 4 września — Girolamo Colonna, włoski kardynał[1].
- Jan Wilhelm, książę Saksonii-Eisenach[2][3].

## Zmarli
- Anna Austriaczka, królowa Francji, żona Ludwika XIII[4].
- Jan Michał Pociej, biskup greckokatolicki[5].